# Брати Лімбурги

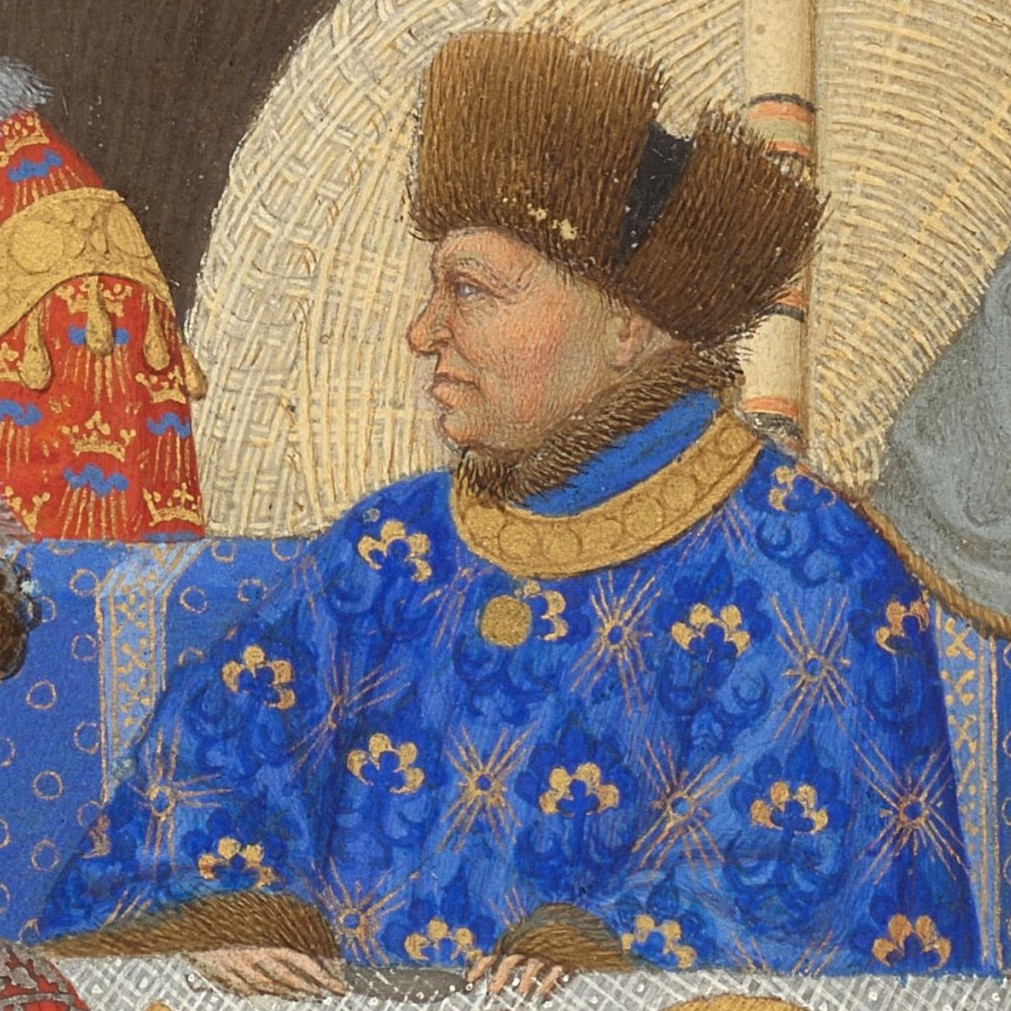
Герцог Беррійський, замовник часословів у братів Лімбургів, фрагмент одного з часословів

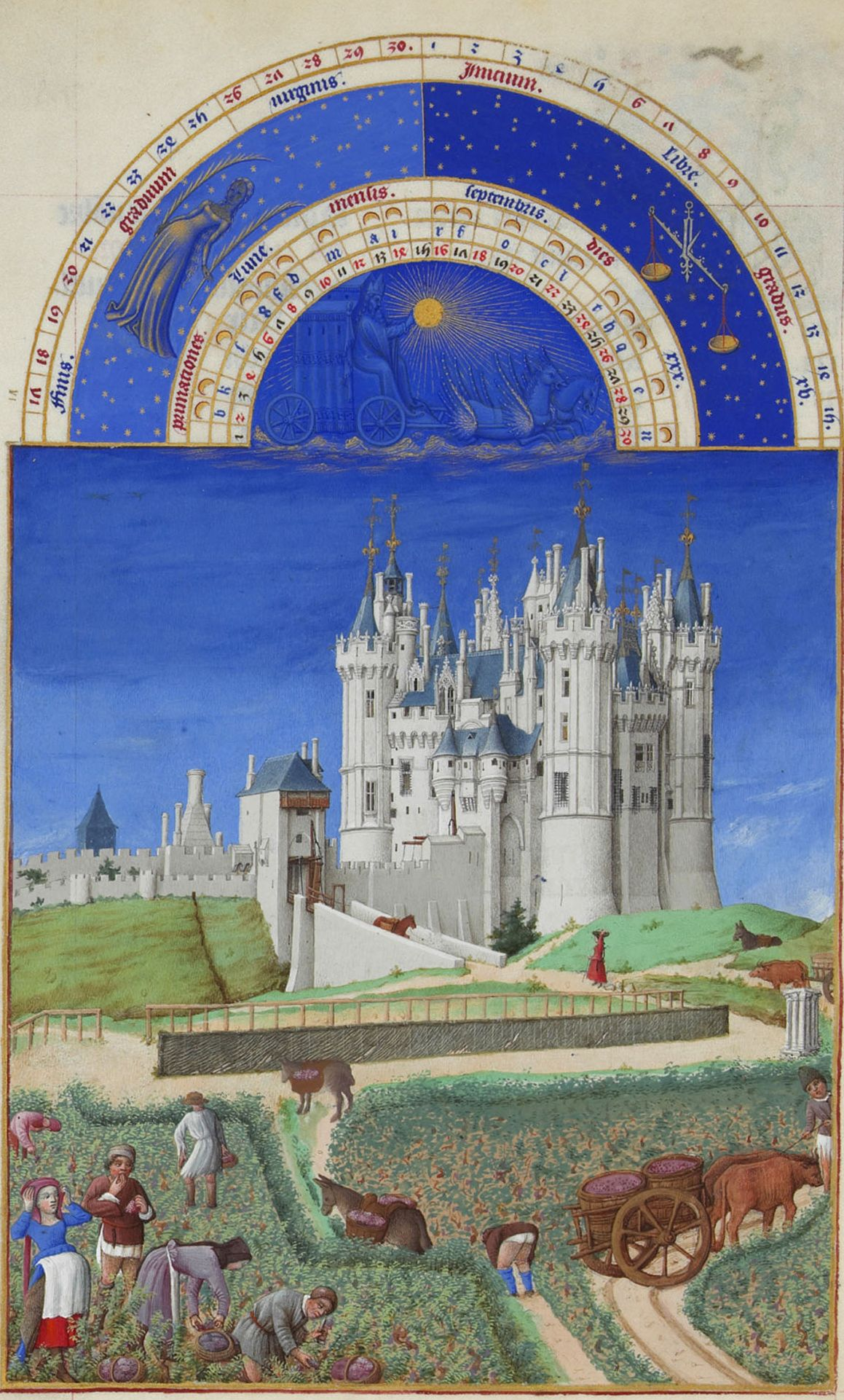
«Розкішний часослов герцога Беррійського»
Вересень (виноградники поряд із Сомюрським замком)

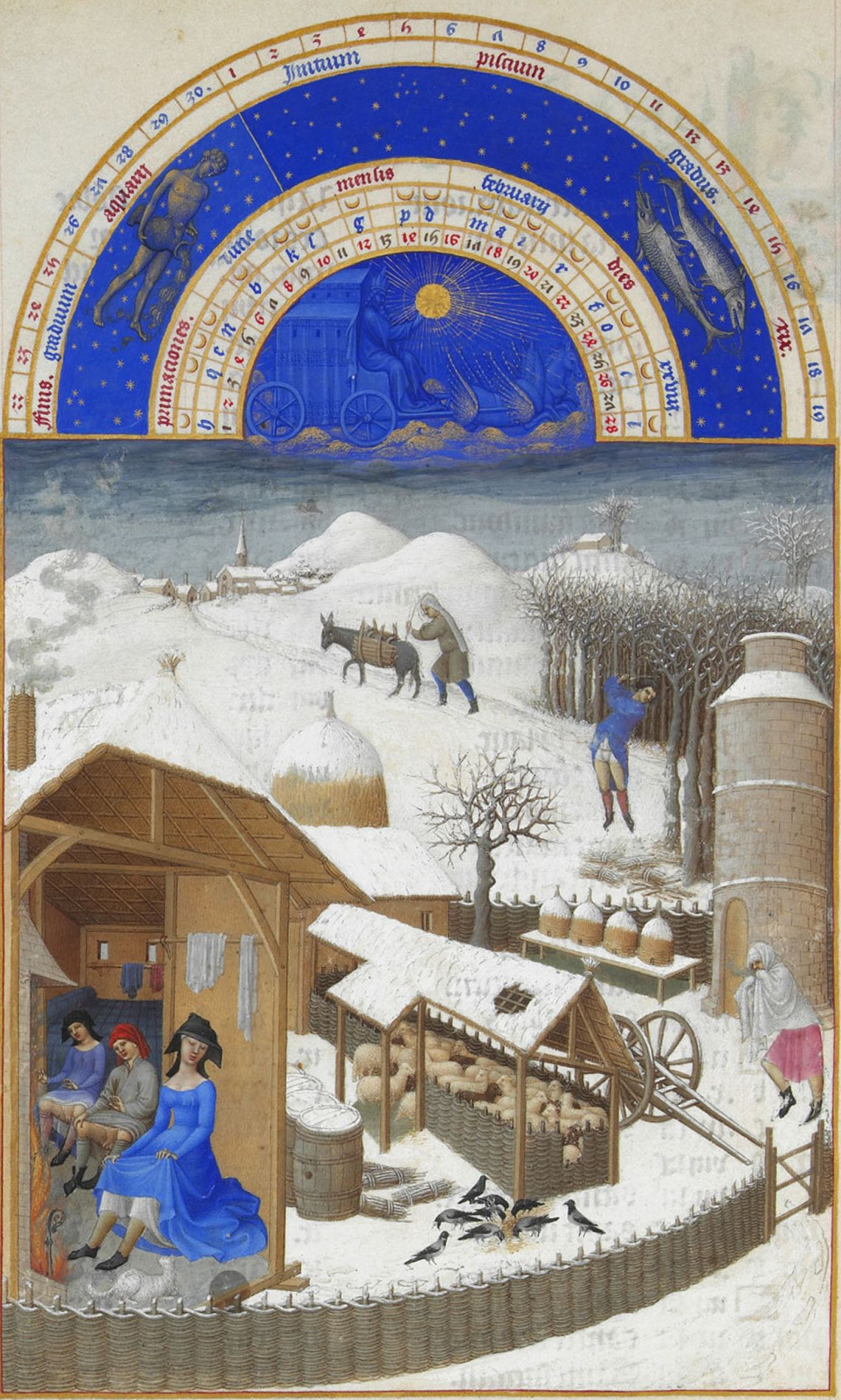
«Розкішний часослов герцога Беррійського»
Лютий.

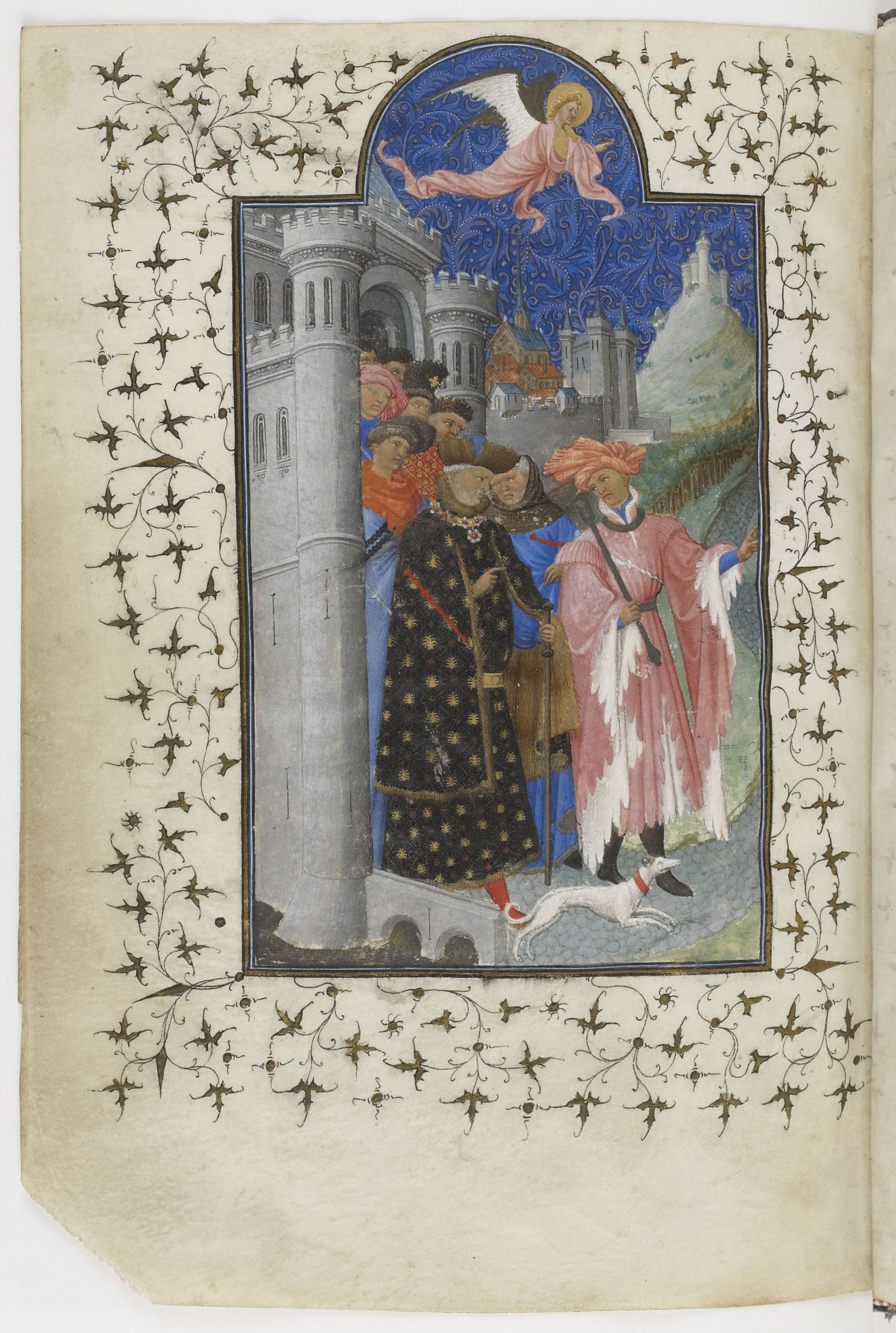
Малий часослов герцога Беррійського, 1412 (Французька національна бібліотека)

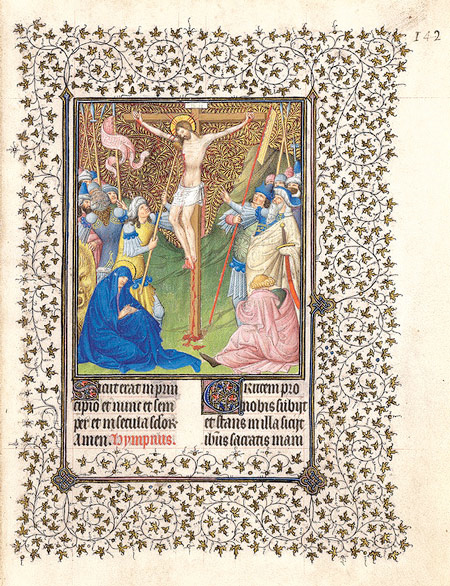
Прекрасний часослов герцога Беррійського (Музей Метрополітен, Нью-Йорк)

Брати Лімбурги (фр. Frères de Limbourg) — Поль, Ерман і Жаннекен (десь між 1385 і 1416, Неймеген) — нідерландські живописці-мініатюристи XV століття, відомі насамперед як ілюстратори «Розкішного часослова герцога Беррійського».

## Біографія
Поль (Пауль, Полекін), Ерман (Герман), Жанекен (Ян) були трьома братами, з яких Ерман, був, очевидно, старшим. Відомостей про їхні біографії збереглося доволі мало.
Народилися брати Лімбурги у Неймегені (Брабант), в родині скульптора, різьбяра по дереву Арнольда ван Лімбурга, сина Йоганнеса Лімборга (Johannes de Lymborgh), що ймовірно переїхав до Нідерландів з герцогства Лімбург на Мезі. Усього в родині було шестеро дітей — ще брати Рутгер і Арнольд та сестра Грета. По матері, Мехтільд Малуель, вони доводилися племінниками Жану Малуелю, надвірному художнику бургундських герцогів.
Можливо в 1399–1400 роках навчалися в Парижі, де опановували ювелірне ремесло. Перша згадка в документах про художників з цієї сім'ї належить до 2 травня 1400 року. Ерман і Жакемен (Жіллекен) Малуель, учні паризького ювеліра Алебре, через епідемію чуми, що вибухнула в 1399 році, були відіслані в Гелдерн. Коли брати проїздили через Брюссель, що ворогував у той час із герцогом Гелдерна, їх було схоплено й утримувано шість місяців в ув'язненні, причому витрати оплачувала їхня мати, як сказано в документі «дуже бідна жінка». Викуп за братів з власних коштів вніс герцог Бургундський, перед яким за племінників попросив Жан Малуель. Однак мова швидше за все йшла не про братів Лімбург, а про інших племінників Жана Малуеля.
2 лютого 1402 року братів Поля і Жанекена в платіжній розписці названо мініатюристами Філіппа Сміливого: їм було доручено виконати ілюстрації до Біблії. Вважається, що це «повчальна Біблія», яка нині знаходиться в Національній бібліотеці Франції. Одночасно герцог забороняв братам працювати для інших замовників і призначав їм платню на чотири роки. Братів поселили в будинку Жана Дюрана, лікаря герцога. Робота над Біблією тривала до смерті Філіппа Сміливого в 1404 році.
Після його смерті вони стали надвірними майстрами Жана, герцога Беррійського, його брата. Немає відомостей про діяльність братів з 1405 по 1408 рік. Однак дослідник Міллард Майсс саме до того часу відносить роботу над оформленням «Прекрасного часослова» (Метрополітен-музей, Нью-Йорк). За документом від 29 червня 1410 року, який зберігся в архівах Неймегена, Ерман і Жан Лімбург, сини гравера Арнольда з Ахена, володіли в цьому місті рухомим і нерухомим майном. Починаючи з 1410 року брати Лімбург досить часто згадуються в документах вже як надвірні майстри герцога Беррійського. Наприклад, 1 січня 1411 року вони піднесли як подарунок своєму панові «книгу-обманку, зроблену з шматка дерева» — це перше свідчення, де фігурують всі три брати. З осені 1413 року Поль Лімбург іменується «камердинером милостивого пана», а в 1415 році камердинери вже і Жан та Ерман.
Дати смерті братів Лімбургів встановлені приблизно, по паперах щодо їхньої спадщини. Відомо, що Жан помер близько 9 березня 1416 року, а до вересня-жовтня того ж року померли й Поль та Ерман. Імовірно всі вони померли від епідемії чуми.

## Стиль
Для мініатюр братів Лімбург характерна вишуканість французького пізньоготичного живопису; проте Лімбурги також глибоко вивчали досягнення італійського мистецтва 13-14 століть, насамперед у відображенні об'єму та простору, й прагнули до поетичного і правдивого зображення природи та повсякденного побуту. Мініатюри календаря «Багатого часослова» з їхніми надзвичайно реалістичними спостереженнями визначили шляхи розвитку мистецтва Північного Відродження. Замість орнаментального тла, характерного для готичного живопису виникло небо, повітряний простір, світло сонця, що змінюються залежно від часу доби і від пори року. Разючі за точністю відтворення реальних будівель.
Роботи братів Лімбургів через їхню малодоступність (закриті фонди бібліотек, приватні збірки) перебували в забутті до XIX століття, коли їхня творчість була заново відкрита й високо поцінована. Мистецтвознавці вважають, що брати Лімбурги задали напрями розвитку книжкової мініатюри і загалом живопису на декілька наступних поколінь митців.

## Твори
- «Bible Moralisée» — ранній твір братів, Національна Бібліотека, Париж.
- «Les Belles Heures» — Прекрасний (Витончений) часослов герцога Беррійского, бл. 1409 р. Перше замовлення герцога братам. Музей Метрополітен, Нью-Йорк.
- «Розкішний часослов герцога Беррійського»: Райський сад.
- «Petites heures» — Малий часослов. Розпочато в 1372 році Жаном ле Нуар, продовжений Жакемаром де Есденом. Закінчено в 1390 році, Лімбургами виконано декілька мініатюр. Національна бібліотека Франції, Париж.
- «Les Tres Belles heures» — Найпрекрасніший часослов герцога Беррійського. Розпочато в 1382 році. Це видання пов'язують не лише з іменами Лімбургів, але і з Яном ван Ейком та Жаном Пусселем. Музей «д'Арте Антіко», Палаццо Мадама, Турин.
- «Valerius Maximus» — кодекс латинських анекдотів Валерія Максимуса, Бібліотека Ватикану.

## Фестиваль братів Лімбургів
У місті Неймеген, де народилися брати Лімбурги, у кінці серпня проводиться щорічний фестиваль братів Лімбург. У місті відбуваються походи в середньовічних костюмах, організовуються тематичні виставки.